# 蒙斯市政府站
蒙斯市政府站是法国北部城市里尔欧洲都会区的一个地铁车站，位于里尔地铁2号线上，蒙斯昂巴勒尔市镇范围内，自1995年3月18日起开放。

## 位置
蒙斯市政府站（50°38'31.56"N, 3°6'36.25"E）位于蒙斯昂巴勒尔市区，因地处萨尔街区而得名。

## 设施
蒙斯市政府站为一个地下车站，通过自动扶梯连接地面，设有自动售票机、电子显示器、屏蔽门等设施。

## 站台设置
| 北↑ |      |                      |
|     |      | 洛姆-圣菲利贝尔方向← |
|     | 岛式 |                      |
|     |      | 德龙中心医院方向→    |
| 南↓ |      |                      |

## 配套交通

### 城市公共交通
| 蒙斯市政府站附近的公共交通线路 |            |          |
| 公交车站名称                   | 位置       | 停靠线路 |
| Mairie 市政府                  | 地铁站附近 | CO3 C9   |

### 社会车辆
蒙斯市政府站附近街道可停靠少量机动车。

## 临近车站
| 上一站                    | 里尔地铁 | 里尔地铁      | 里尔地铁 | 下一站                 |
| ------------------------- | -------- | ------------- | -------- | ---------------------- |
| 蒙斯萨尔往洛姆-圣菲利贝尔 |          | 里尔地铁2号线 |          | 蒙斯城堡往德龙中心医院 |